# Смагин, Сергей Борисович
Сергей Борисович Сма́гин (род. 8 сентября 1958, Норильск) — советский и российский шахматист, гроссмейстер (1987). Математик. Вице-президент Шахматной федерации Москвы (ШФМ). Директор шахматного клуба имени Т. В. Петросяна.

## Шахматная карьера
Участник чемпионатов СССР (1985 и 1986); лучший результат — 4-6-е место (1985; зональный турнир ФИДЕ). Лучшие результаты в международных турнирах: Наленчув (1985) — 1-е; Дрезден (1985) — 1-2-е; Каппель-ла-Гранд (Франция; 1986) — 1-3-е (104 участника); Таллин (1986) — 2-е; Нови-Сад (1986) — 1-е; Белград (1986) — 5-8-е; Трнава, Зеница и Карвина (1987) — 1-е; Воронеж (1987) — 4-е; Сочи (1987) — 1-3-е места.
В составе команды клуба им. Т. В. Петросяна (Москва) победитель 2-го Клубного кубка СССР (1990) в г. Подольске, а также завоевал бронзовую медаль в индивидуальном зачёте (играл на 3-й доске).
В составе команды «Норильский никель» серебряный призёр 9-го командного чемпионата России (2002) в г. Екатеринбурге, а также показал лучший результат на 5-й доске.

## Изменения рейтинга
| Графики недоступны из-за технических проблем. См. информацию на Фабрикаторе и на mediawiki.org. |